# Taking Uncle for a Ride
Taking Uncle for a Ride è un cortometraggio muto del 1911 diretto da Frank Wilson.

## Trama
Due ragazzi fanno fare allo zio in sedia a rotelle una cavalcata selvaggia.

## Produzione
Il film fu prodotto dalla Hepworth.

## Distribuzione
Distribuito dalla Hepworth, il film - un cortometraggio di 133 metri - uscì nelle sale cinematografiche britanniche nel dicembre 1911.
Si conoscono pochi dati del film che, prodotto dalla Hepworth, fu distrutto nel 1924 dallo stesso produttore, Cecil M. Hepworth. Fallito, in gravissime difficoltà finanziarie, il produttore pensò in questo modo di poter almeno recuperare il nitrato d'argento della pellicola.